# Corinna Duhr
Corinna Duhr (* 6. Januar 1958 in Mainz) ist eine deutsche Schauspielerin.

## Leben
Nach einem Kunststudium entschied sich Duhr mit Mitte 20 für eine Ausbildung zur Schauspielerin. Sie hat in verschiedenen Theater, Film- und Fernsehproduktionen mitgewirkt.
Bekannt wurde Duhr in Deutschland insbesondere durch die Rolle von Angela Merkel im jährlich stattfindenden Nockherberg-Singspiel, die sie von 2000 bis 2011 spielte. 2007 war sie in dem Kurzfilm Das Baby in der Rolle von Frau Brenner zu sehen.
Duhr lebt seit 1988 in München.

## Filmografie
- 1996: Verkehrsgericht (Fernsehserie, 1 Folge)
- 1998: Der König von St. Pauli (Mehrteiler)
- 2007: Das Baby (Kurzfilm)
- 2010: Hausmeister Krause – Ordnung muss sein (Fernsehserie, 1 Folge)